# Lorne Carr-Harris
Lorne Howland Carr-Harris (* 15. Dezember 1899 in Kingston, Ontario, Kanada; † 7. April 1981 in Williamstown, Ontario, Kanada) war ein britischer Eishockeytorwart. Sein Bruder Brian Carr-Harris war ebenfalls britischer Nationalspieler. Sein Sohn John Carr-Harris war Eishockeyprofi in Nordamerika. 

## Karriere

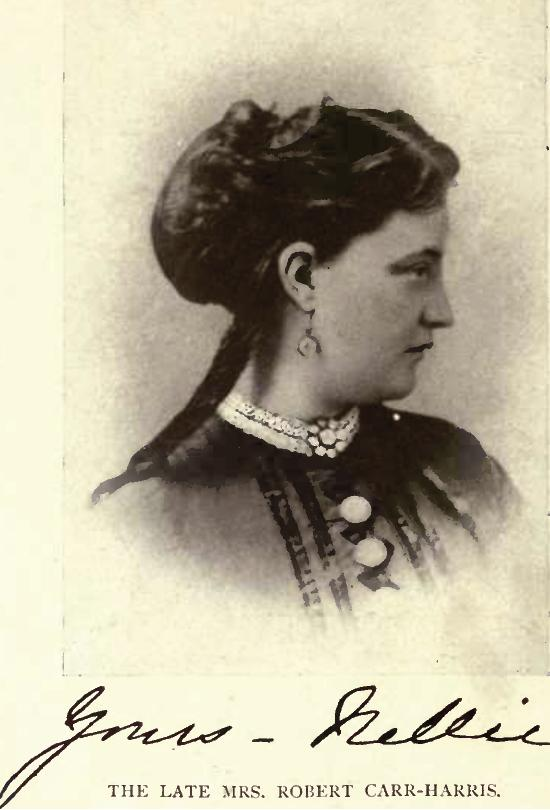
Ellen Jane Carr-Harris (geb. Fitton), Mutter von Lorne Carr-Harris

Lorne Carr-Harris nahm für die britische Nationalmannschaft an den Olympischen Winterspielen 1924 in Chamonix teil. Mit seinem Team gewann er die Bronzemedaille. Er selbst kam im Turnierverlauf als Torwart in fünf Spielen zum Einsatz. Auf Vereinsebene spielte er für ein britisches Armeeteam.

## Erfolge und Auszeichnungen
- 1924 Bronzemedaille bei den Olympischen Winterspielen